# Анисимово (Тальменський район)
Ани́симово (рос. Анисимово) — село у складі Тальменського району Алтайського краю, Росія. Адміністративний центр Анисимовської сільської ради.

## Населення
Населення — 1287 осіб (2010; 1738 у 2002).
Національний склад (станом на 2002 рік):
- росіяни — 89 %